# Johann Christian Seidel
Johann Christian Seidel (* 13. Februar 1699 in Hof (Saale); † 18. Juni 1773 ebenda) war ein deutscher evangelischer Theologe und Astronom.

## Leben
Der Sohn des Spitalspredigers Christian Philipp Seidel († 1709) erhielt von seinem Vater und von Hauslehrern die erste Ausbildung. Mit neun Jahren ging er an das Gymnasium in Hof und lernte später in Heilsbronn. 1718 bezog er die Universität Halle, wo er ein Schüler von Christian Wolff, August Hermann Francke, Paul Anton, Johann Heinrich Michaelis und Joachim Lange war. 1712 wurde er Hauslehrer im oberfränkischen Lichtenberg und 1725 Lehrer der Rhetorik, Poetik und Physik am Gymnasium in Bayreuth.
1731 wurde er Pfarrer in Selb, wo er eine Sternwarte errichtete. 1737 wurde er Superintendent in Hof, war damit verbunden Gymnasialprofessor der Theologie und Inspektor des Gymnasiums daselbst. In jener Eigenschaft wirkte er bis zu seinem Lebensende.

## Werke
- Diss. de temperamento Caroli XII, Suecorum Regis. Ansbach 171?.
- Progr. adit de meritis Germanorum in rem litterariam. Bayreuth 1725.
- Progr. de contemplatione naturae. Bayreuth 1725.
- Progr. Prudentia nos tuto carere nunquara posse. Bayreuth 1726.
- Progr. de historia et fatis philosophiae Leibnitianae.
  - Commentatio l de viribus corporum, vera notione substantiae legibusque motus ex mente Leibnitii. Bayreuth 1726.
  - Commentatio II de usu et praestantia doctrinae de viribus corporum. Bayreuth 1726.
  - Commentatio III de naturae legibus circa vires corporum et mutuas actiones. Bayreuth 1726.
  - Commentatio IV quan. tum adeptus fuerit Leibnitius studiis suis ad causas rerum naturalium promte reddendas. Bayreuth 1727.
  - Commentatio V de ratione inventionis, sententia et fatis harmoniae praestabilitae. Bayreuth 1728.
- Progr. de eloquentiae studio. Bayreuth 1726.
- Memoria Georgii Wilhelmi, Marchionis Brandenburgici. Bayreuth 1727.
- Progr. de Principis tilulo optimi. Bayreuth 1727.
- Progr. de feliciter auspicato imperio Georgii Friderici Caroli, March. Brandenb. excusum sermone ligato. Bayreuth 1727.
- Progr. de fatis Marchiae sub Principibus Brandeuburgicis. Bayreuth 1727.
- Progr. in obitum Christianae Eberhardinae, Reginao Poloniae, exaratum sermone ligato. Bayreuth 1727.
- Progr. Non omnes doctores scholasticos absurditatis damnandos esse. Bayreuth 1728.
- Progr. ad natalitia Friderici, March. Brandenb. sermone ligato excusum. Bayreuth 1728.
- Progr. de fatis Astronomiae ejusque incrementis. Bayreuth 1728.
- Progr. Litterarum studia a nobililate non esse aliens. Bayreuth 1728.
- Diss. de mirabili conservatione ignis solaris ad suas causas revocata. Bayreuth 1729.
- Progr. de Principibus Christianis, inprimis Brandenburgicis, qui studio suo astronomiae decus conciliarunt. Bayreuth 1729.
- Diss, de regulis architecture generalibus, quibus Deus in formandis animalibus, praecipue hominibus, usus est. Bayreuth 1729.
- Progr. de Franconia, veritatis, praecipue religionis pet Lutherum repurgatae, patrone. Bayreuth 1730.
- Progr. de fatis Augustanae Confessionis. Bayreuth 1730.
- Rede von den ersten Bekennern der Wahrheit im Burggrafenthum Nürnberg, in deutsch gebundener Schreibart. Bayreuth 1730.
- Progr. de Georgio Friderico Carolo, Deo prospiciente, semper florente, deque virtute ac dignilate domuum Brandenburgicae et Curianae. Bayreuth 1731.
- Progr. de meritis Friderici, Burggravii Norimbergensis, in Sigismundum, Regem Hungariae. Bayreuth 1731.
- Diss. de telescopio fenestrali ejusque usu et conficiendi ratione. Bayreuth 1731.
- Progr. de utilitate ac jucunditate astronomiae. Bayreuth 1731.
- Progr. de cognitione Dei ex libro naturae. Bayreuth 1731.
- Leichenpredigt auf J. L. Langheinrichs, Bürgers zu Hof, Ehefrau. Hof 1739.
- Progr. de matura logicae cum rhetorica conjunctioae. Hof 1740.
- Leichenpredigt auf J. M. Auerbach, Landkammerrath. Hof 1744.
- Leichenpredigt auf J. Bayer, Bürge und Weißgerber, über Hebr. 13, 14. Hof 1745.
- Jubelpredigt, als das Höfische Gymnasium sein anderes Jubiläum beging, über Ps. 84, 1-8; nebst der Einweihungsrede. Hof 1746.
- Leichenpredigt auf G. F. Beuchold, Tuchmacher: Drei Trostgründe wider die Bitterkeit des Todes; über Joh. 3, 16. Hof 1747.
- Progr. de statu scholae Curianae saeculo XVI. Hof 1751.
- Leichenpredigt auf Anna Elisabeth Wagner, über Ps. 90, 2.3. Hof 1759.
- Leihenseromon auf Maria Sophia Kapp, über Buch d. Weish. 3, 1. Hof 1761.
- Progr. de mira propagatione luminis et caloris per cometas ad culmina systematis planetarii. Hof 1765.